# オセレーデツィ

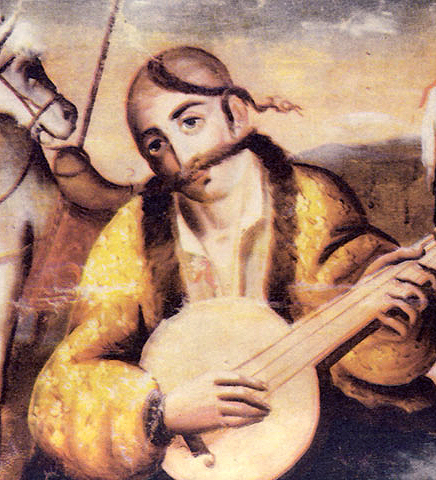
コサック・ママーイのオセレーデツィ。

オセレーデツィ（ウクライナ語：оселедець；意訳：「鰊」）は、ウクライナ・コサックの伝統的な髪型である。広さ三指の頭頂部の毛髪を残して頭髪を剃りあげ、残りの毛髪を伸ばして額あるいは左耳の後ろで結ったもの。近世にはチューブ（чуб；意訳：「小前髪」）、あるいはチュプルィーナ（чуприна；意訳：「大前髪」）と呼ばれた。

## 概要
オセレーデツィの由来について2つの仮説が存在する。第一の仮説は、オセレーデツィが欧亜の遊牧民の辮髪に類似することから、アジアに起源を持つ髪型であるとする。古代・中世時代にウクライナの一部を支配してきたスキタイ人、サルマタイ人、フン人、クマン人、モンゴル人やタタール人などの遊牧民が辮髪のような髪型を持ち、その髪型は遊牧民文化を受容していたウクライナ・コサックに伝わったという。
『カフカス・アルバニア史』によれば、7世紀にヘラクレイオス1世と同盟しカフカスに侵入した西突厥軍の中には、オセレーデツィと同様の髪型の人々が含まれていた。
第二の仮説は、オセレーデツィが北欧のルーシ族の髪型の一種であり、ヨーロッパに起源を持つ髪型であるとする。この仮説の根拠は、北欧に保存されたヴァイキングの石像と、ビザンツのレオ輔祭が残したキエフ大公スヴャトスラフ1世の容貌の描写に基づいている。
オセレーデツィはブルガール人、ハザール人の故地に長く定着した習俗であり、ハザールの文化はルーシにとって憧憬の対象だった。スヴャトスラフがオセレーデツィを結ったり、カガンを自称したのもその現れであるという。
2つの仮説のうち、アジア起源説が有力とされている。
16世紀のウクライナ・コサックはオセレーデツィを結わえた。初期のコサック棟梁、ドムィトロ・ヴィシュエヴェーツィクィイ公もオセレーデツィを結わえていたといわれる。広さ6センチメートル、長さ10-15センチメートルほどの短いもので、頭頂部から額の左側に結われていた。当時オセレーデツィはコサックのみならず、サルマタイ主義を信奉していたポーランド・リトアニア共和国の貴族、またクリミア・ハン国やオスマン帝国の軍人階級の間にも普及していた。しかし、17世紀以後、ポーランド・リトアニア共和国やオスマン帝国の支配階級では西欧的な風俗が流行しはじめ、オセレーデツィは「野蛮な髪型」とみなされるようになり、戦争で暮らしているウクライナ・コサックのヘアスタイルとなった。
17世紀後半以後、オセレーデツィの長さと結い方が変わった。コサックはオセレーデツィを70センチメートルまで伸ばし、左耳に2、3回後ろへ巻き、左肩へ垂らした。また、1mほどの長いオセレーデツィは、左耳に後ろへ巻いて頭の後ろへ通し、右耳に巻いて右肩に垂らしていたのである。従来のウクライナでは、黒い縮れ髪の男が美男とされていたので、コサックはオセレーデツィを黒い油で染めたり、リボンでパーマをかけたりしたことがある。オセレーデツィに対するウクライナ・コサックの拘りは、「女（むすめ）は三つ編みを伸ばし、コサックはオセレーデツィを伸ばす」と当時の慣用句に表されている。
18世紀末に帝政ロシアはウクライナ・コサックを廃止したが、帰農させられたコサックはオセレーデツィの風習を守った。彼らは頭を剃らず、頭頂部の毛髪を伸ばして左肩へ垂らしていた。19世紀初頭にオセレーデツィは次第に巻き毛の前髪に変わり、20世紀初頭にかけてウクライナ農村部の若者の間で人気を博し続けた。
なお、コサックのオセレーデツィはロシア語で「ホホール」（立髪）と呼ばれている。ホホールには鶏冠という意味もあり、「ホホール人」はウクライナ人の蔑称としてロシア帝国・ソ連において用いられ、現在のロシア連邦の政治界やマスコミ、ウラジーミル・プーチンやロシアの極右に好意的・妥協的なロシア研究者などでもしばしば使用されている。

## ギャラリー

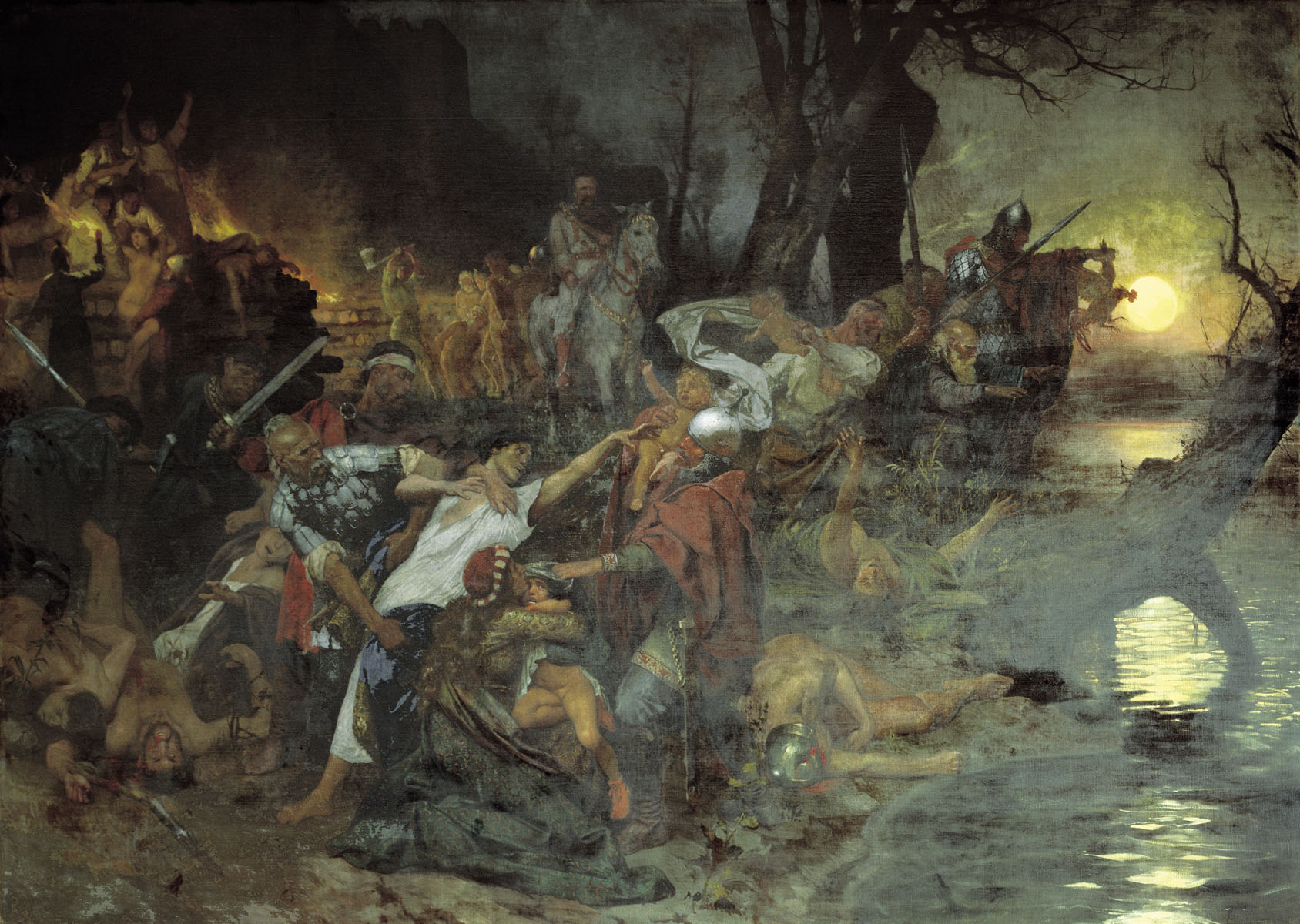
ルーシ族
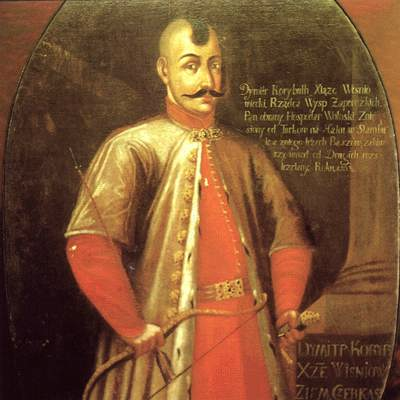
ヴィシュエヴェーツィクィイ公
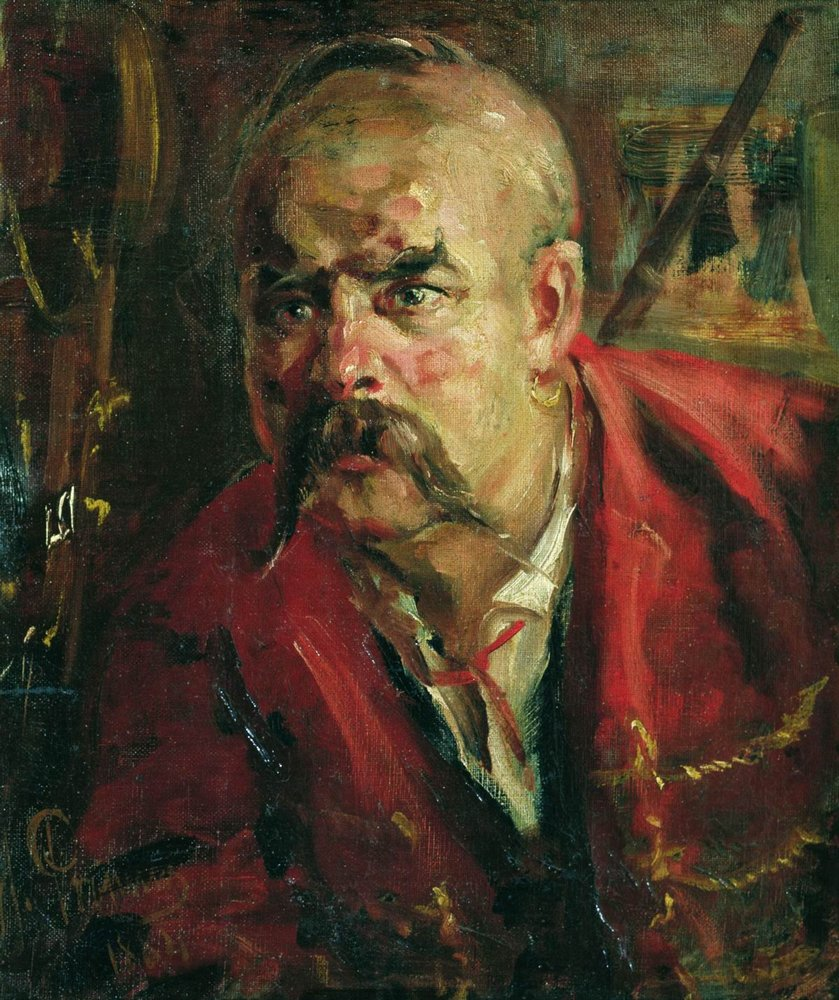
コサック隊長
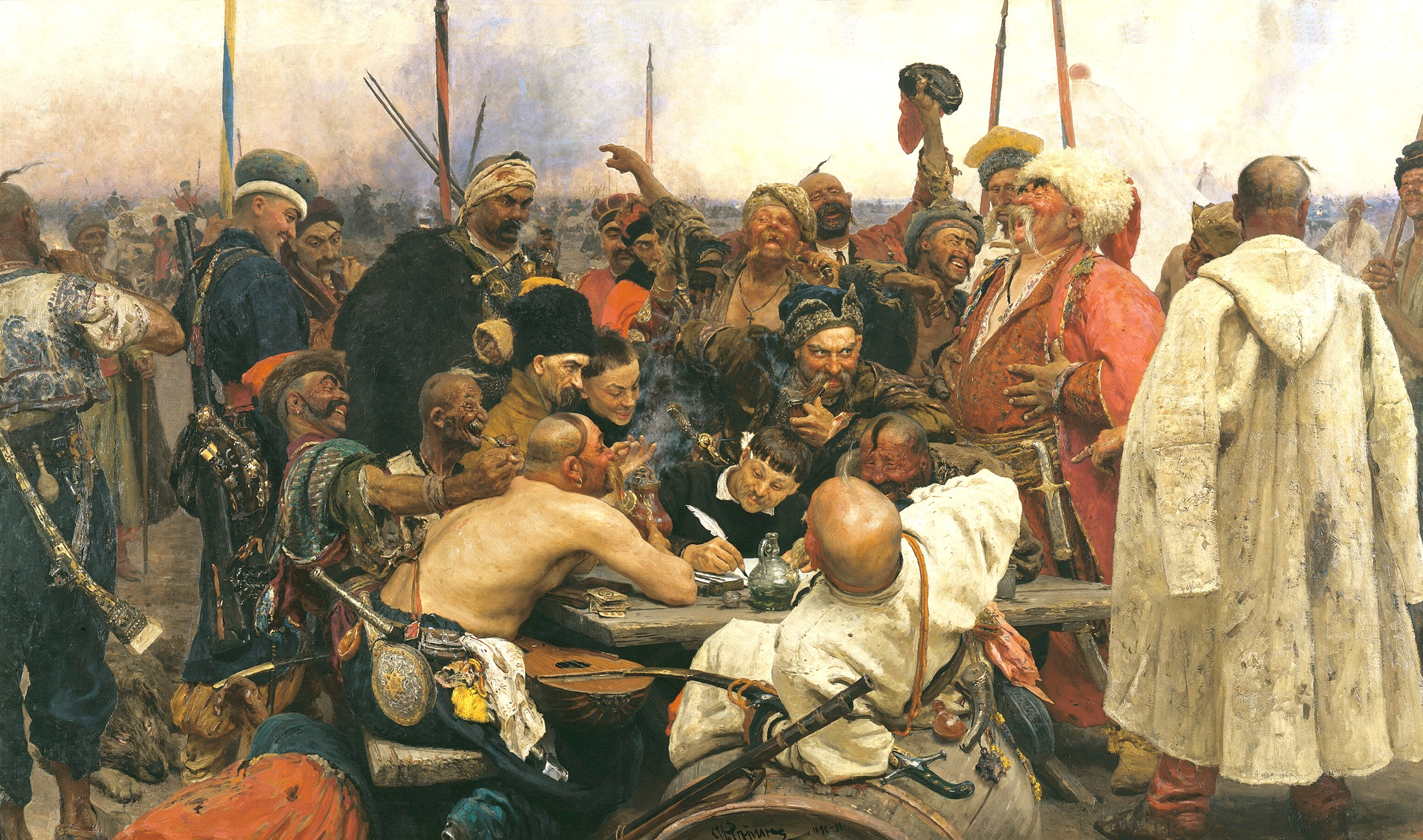
レーピン『トルコのスルタンへ手紙を書くザポロージャ・コサック』1891年 ロシア国立美術館蔵
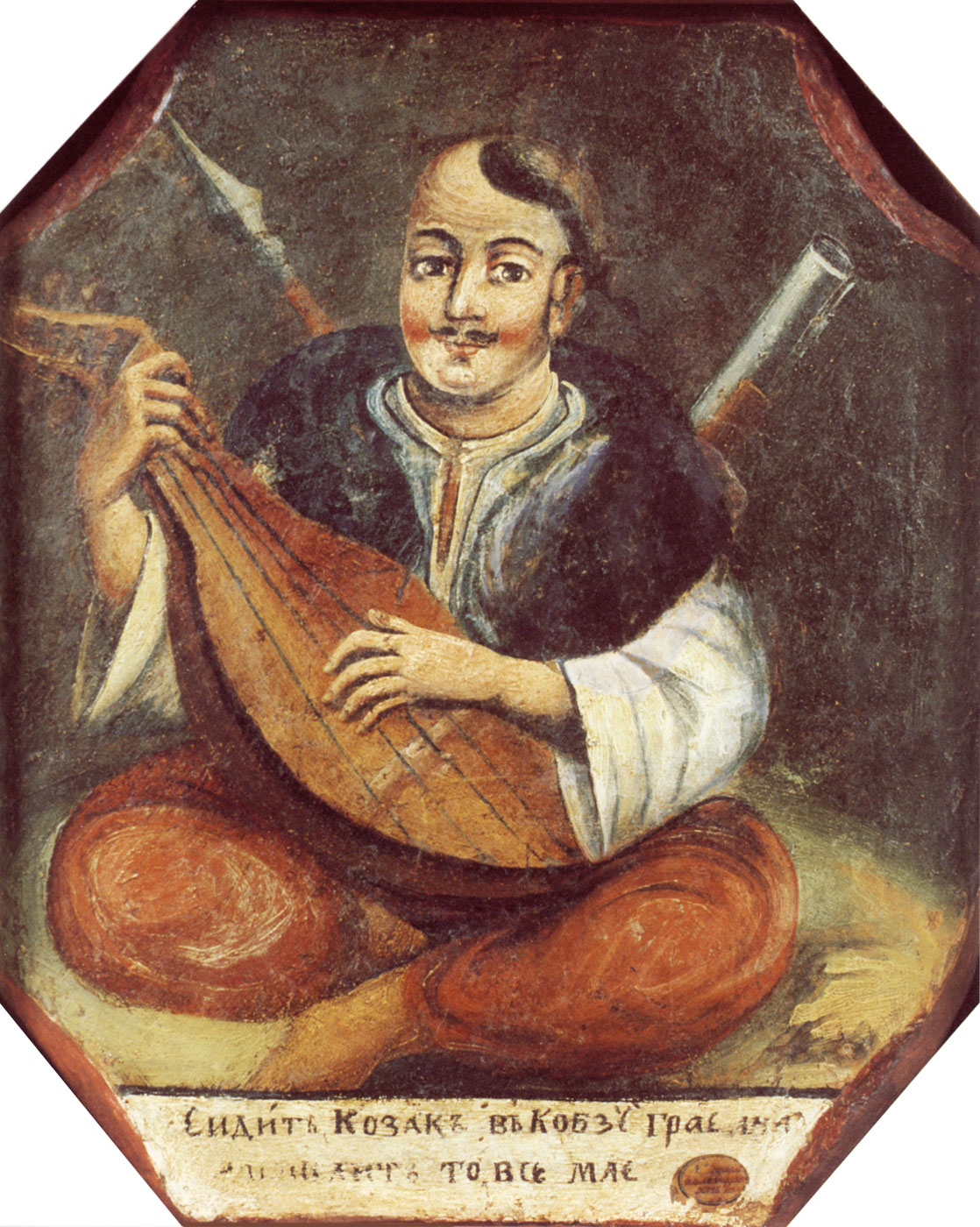
18世紀初頭
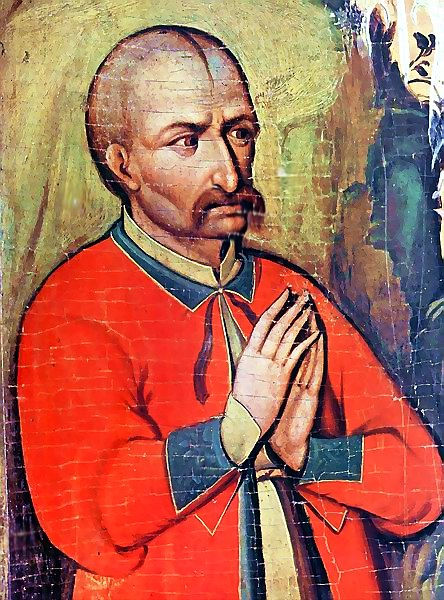
18世紀
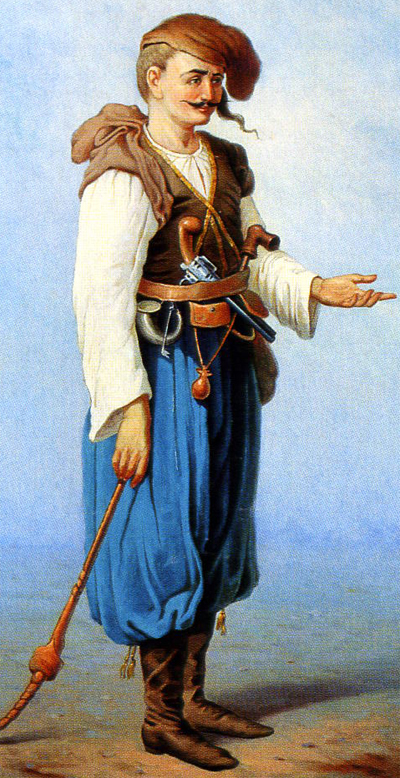
19世紀
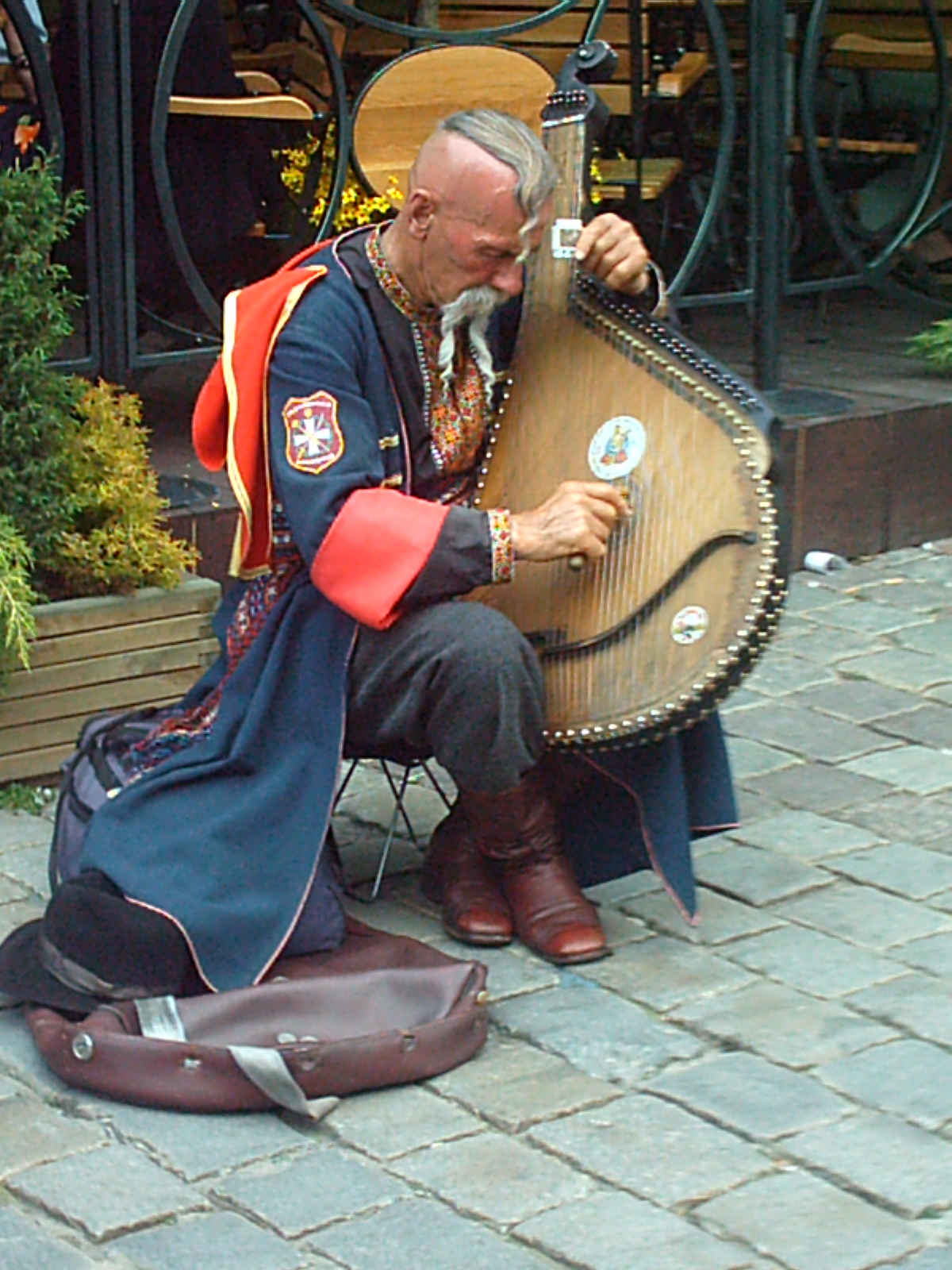
現代